# 春支度
『春支度』（はるじたく）は、麻丘めぐみ通算8枚目のスタジオ・アルバム。発売日は1976年1月25日。発売元はビクター音楽産業（現：ビクターエンタテインメント）。規格品番：SJX‐10121。2009年3月25日に初CD化された。

## 解説
レコード（LP）のB面側にライヴ録音のミュージカルが収録されたアルバム。録音会場は中野サンプラザの1975年10月11日公演。同コンサートからはライブ・アルバムも製作されており、『20歳 麻丘めぐみリサイタル』のタイトルで発売された。
収録曲のうち、「卒業」が本アルバム発売から程なくシングルカットされた（1976年2月5日発売）。B面も同じく本作品収録の「20才」。
芸能生活50周年を迎えた2009年、リマスタリングで高音質化された紙ジャケット仕様で初めてCD復刻された。タイトルは『春支度 +5』で、1976年2月25日にカセットテープで発売された『卒業』（規格品番：VCH-1052）にのみ収録されていたカヴァー曲や、その他カラオケ音源がボーナス・トラックで5曲追加収録された。11曲目「モノ・ミュージカル「白鳥の詩」：白鳥の詩」と12曲目「『いちご白書』をもう一度」の合間には、10秒程度のブランク・タイムが挿入されている。

## 収録曲

### LP盤
- 全作詞: 山川啓介

Side A
1. 春支度
  - 作曲・編曲: 穂口雄右
2. 休日
  - 作曲: 井上忠夫、編曲: 乾裕樹
3. 卒業
  - 作曲: 井上忠夫、編曲: 馬飼野俊一
4. 早春旅行
  - 作曲・編曲: 穂口雄右
5. 20才
  - 作曲: 井上忠夫、編曲: 乾裕樹
6. さよならありがとう
  - 作曲・編曲: 穂口雄右

Side B
- 全作曲・編曲: 八木正生

1. モノ・ミュージカル「白鳥の詩」：私のお城
2. モノ・ミュージカル「白鳥の詩」：さよなら弱虫さん
3. モノ・ミュージカル「白鳥の詩」：7人の私
4. モノ・ミュージカル「白鳥の詩」：ひとりぼっちのウェディング
5. モノ・ミュージカル「白鳥の詩」：白鳥の詩

### CD盤（2009年）
1. 春支度（3:25）
2. 休日（2:41）
3. 卒業（3:04）
4. 早春旅行（3:26）
5. 20才（3:24）
6. さよならありがとう（3:24）
7. モノ・ミュージカル「白鳥の詩」：私のお城（5:14）
8. モノ・ミュージカル「白鳥の詩」：さよなら弱虫さん（3:32）
9. モノ・ミュージカル「白鳥の詩」：7人の私（4:47）
10. モノ・ミュージカル「白鳥の詩」：ひとりぼっちのウェディング（5:16）
11. モノ・ミュージカル「白鳥の詩」：白鳥の詩（4:46）
12. 「いちご白書」をもう一度 -ボーナス・トラック-（4:34）
  - 作詞・作曲: 荒井由実、編曲: 神保正明
  - 原曲歌唱: バンバン（1975年8月1日発売）
13. 想い出まくら -ボーナス・トラック-（3:11）
  - 作詞・作曲: 小坂恭子、編曲: 神保正明
  - 原曲歌唱: 小坂恭子（1975年5月25日発売）
14. 今はもうだれも -ボーナス・トラック-（3:48）
  - 作詞・作曲: 佐竹俊郎、編曲: 神保正明
  - 原曲歌唱: アリス（1975年9月5日発売）
15. 卒業 -オリジナル・カラオケ-（3:02）
16. 20才 -オリジナル・カラオケ-（3:18）

## 発売履歴
- 1976年01月25日 - LP、規格品番：SJX‐10121
- 2009年03月25日 - CD（紙ジャケット仕様、リマスタリング、本人インタビュー付）、規格品番：VICL-63264